# 비디오 게임을 원작으로 한 영화 목록
다음은 비디오 게임을 원작으로 한 영화들의 목록을 표기하는 문서들이다.

## 작품 목록

### 실사 영화
| 연도 | 제목                                  | 원제                                          | 감독                         | 게임                       | 비고                                                |
| ---- | ------------------------------------- | --------------------------------------------- | ---------------------------- | -------------------------- | --------------------------------------------------- |
| 1993 | 《슈퍼 마리오》                       | Super Mario Bros.                             | 로키 모턴, 애너벨 쟁클       | 슈퍼 마리오 브라더스       |                                                     |
| 1994 | 《더블 드래곤》                       | Double Dragon                                 | 제임스 유키치                | 더블 드래곤                |                                                     |
| 1994 | 《스트리트 파이터》                   | Street Fighter                                | 스티븐 E. 더수자             | 스트리트 파이터            |                                                     |
| 1995 | 《모탈 컴뱃》                         | Mortal Kombat                                 | 폴 W. S. 앤더슨              | 모탈 컴뱃                  |                                                     |
| 1997 | 《모탈 컴뱃 2》                       | Mortal Kombat: Annihilation                   | 존 R. 레오네티               | 모탈 컴뱃                  |                                                     |
| 1999 | 《윙 커맨더》                         | Wing Commander                                | 크리스 로버츠                | 윙 커맨더                  |                                                     |
| 2001 | 《툼 레이더》                         | Lara Croft: Tomb Raider                       | 사이먼 웨스트                | 툼 레이더                  | 안젤리나 졸리 주연.                                 |
| 2001 | 《파이널 판타지: 스피릿 위드인》      | Final Fantasy: The Spirits Within             | 사카구치 히로노부            | 파이널 판타지              |                                                     |
| 2002 | 《레지던트 이블》                     | Resident Evil                                 | 폴 W. S. 앤더슨              | 바이오하자드               |                                                     |
| 2003 | 《툼 레이더 2: 판도라의 상자》        | Lara Croft: Tomb Raider – The Cradle of Life  | 얀 더본트                    | 툼 레이더                  | 《툼 레이더》(2001)의 속편.                         |
| 2003 | 《하우스 오브 데드》                  | House of the Dead                             | 우베 볼                      | 하우스 오브 더 데드 시리즈 |                                                     |
| 2004 | 《레지던트 이블 2》                   | Resident Evil: Apocalypse                     | 알렉산데르 위트              | 레지던트 이블              | 《레지던트 이블》(2002)의 속편.                     |
| 2005 | 《어론 인 더 다크》                   | Alone in the Dark                             | 우베 볼                      | 어둠 속에 나 홀로          |                                                     |
| 2005 | 《둠》                                | Doom                                          | 안제이 바르트코비아크        | 둠                         |                                                     |
| 2006 | 《블러드레인》                        | BloodRayne                                    | 우베 볼                      | 블러드레인                 |                                                     |
| 2006 | 《사일런트 힐》                       | Silent Hill                                   | 크리스토프 강스              | 사일런트 힐                |                                                     |
| 2006 | 《DOA》                               | DOA: Dead or Alive                            | 코리 위안                    | DOA                        |                                                     |
| 2007 | 《포스탈》                            | Postal                                        | 우베 볼                      | 포스탈                     |                                                     |
| 2007 | 《레지던트 이블 3: 인류의 멸망》      | Resident Evil: Extinction                     | 러셀 멀케이                  | 바이오하자드               | 《레지던트 이블 2》(2004)의 속편.                   |
| 2007 | 《히트맨》                            | Hitman                                        | 그자비에 장                  | 히트맨 시리즈              |                                                     |
| 2008 | 《왕의 이름으로》                     | In the Name of the King: A Dungeon Siege Tale | 우베 볼                      | 던전 시즈                  |                                                     |
| 2008 | 《파 크라이》                         | Far Cry                                       | 우베 볼                      | 파 크라이                  |                                                     |
| 2008 | 《맥스 페인》                         | Max Payne                                     | 존 무어                      | 맥스 페인                  |                                                     |
| 2009 | 《스트리트 파이터: 춘리의 전설》      | Street Fighter: The Legend of Chun-Li         | 안제이 바르트코비아크        | 스트리트 파이터            |                                                     |
| 2010 | 《페르시아의 왕자: 시간의 모래》      | Prince of Persia: The Sands of Time           | 마이크 뉴얼                  | 페르시아의 왕자            |                                                     |
| 2010 | 《레지던트 이블 4: 끝나지 않은 전쟁》 | Resident Evil: Afterlife                      | 폴 W. S. 앤더슨              | 바이오하자드               | 《레지던트 이블 3: 인류의 멸망》(2007)의 속편.      |
| 2011 | 《레지던트 이블 5: 최후의 심판》      | Resident Evil: Retribution                    | 폴 W. S. 앤더슨              | 바이오하자드               | 《레지던트 이블 4: 끝나지 않은 전쟁》(2010)의 속편. |
| 2012 | 《사일런트 힐: 레벨레이션》           | Silent Hill: Revelation                       | 마이클 J. 배싯               | 사일런트 힐                | 《사일런트 힐》(2006)의 속편.                       |
| 2014 | 《니드 포 스피드》                    | Need for Speed                                | 스콧 워                      | 니드 포 스피드             |                                                     |
| 2015 | 《히트맨: 에이전트 47》               | Hitman: Agent 47                              | 알렉산더 바흐                | 히트맨                     |                                                     |
| 2016 | 《갤럭시 히어로즈: 라쳇 앤 클랭크》   | Ratchet & Clank                               | 케빈 먼로                    | 라쳇 앤 클랭크             |                                                     |
| 2016 | 《앵그리버드 더 무비》                | The Angry Birds Movie                         | 클레이 케이티스, 퍼걸 라일리 | 앵그리 버드                |                                                     |
| 2016 | 《워크래프트: 전쟁의 서막》           | Warcraft                                      | 덩컨 존스                    | 워크래프트: 오크와 인간    |                                                     |
| 2016 | 《어쌔신 크리드》                     | Assassin's Creed                              | 저스틴 커젤                  | 어쌔신 크리드              |                                                     |
| 2017 | 《레지던트 이블: 파멸의 날》          | Resident Evil: The Final Chapter              | 폴 W. S. 앤더슨              | 바이오하자드               | 《레지던트 이블 5: 최후의 심판》(2011)의 속편.      |
| 2018 | 《툼 레이더》                         | Tomb Raider                                   |                              | 툼 레이더                  |                                                     |

### 애니메이션
| 연도 | 제목                                                        | 원제                 | 감독                             | 게임                           | 제작사                                | 비고                                                                                                |
| ---- | ----------------------------------------------------------- | -------------------- | -------------------------------- | ------------------------------ | ------------------------------------- | --------------------------------------------------------------------------------------------------- |
| 1989 | 《배트맨》                                                  | 팀 버튼              | 워너 브라더스                    | $411,348,924                   |                                       | |
| 1989 | 《응징자》                                                  | 마블 코믹스          | 마크 골드블랫                    | Artisan Entertainment          | 비디오 영화                           | |
| 1989 | 《The Toxic Avenger Part 2I: The Last Temptation of Toxie》 | 오리지널             | 로이드 코프먼                    | 트로마 엔터테인먼트            | $363,561                              | Sequel to 1989's The Toxic Avenger Part 2.                                                          |
| 1990 | 《인크레더블 헐크의 죽음》                                  | 마블 코믹스          | 빌 빅스비                        | NBC                            | 텔레비전 영화                         | 《인크레더블 헐크의 재판》(1989)의 속편.                                                            |
| 1990 | 《닌자 거북이》                                             | 미라지 스튜디오      | 스티브 배런                      | 뉴 라인 시네마                 | $201,965,915                          | |
| 1990 | 《다크맨》                                                  | 오리지널             | 샘 레이미                        | 유니버설 스튜디오              | $48,878,502                           | |
| 1990 | 《캡틴 아메리카》                                           | 마블 코믹스          | 앨버트 피언                      | 21st Century 영화 Corporation  | $675,437                              | |
| 1991 | 《The Guyver》                                              | 촹이                 | 스티브 왕                        | 뉴 라인 시네마                 |                                       | |
| 1991 | 《닌자 거북이 2: 녹색 액체의 비밀》                         | 미라지 스튜디오      | 마이클 프레스먼                  | 뉴 라인 시네마                 | $78,656,813                           | 《닌자 거북이》(1990)의 속편.                                                                       |
| 1991 | 《인간 로켓티어》                                           | 퍼시픽 코믹스        | 조 존스턴                        | 월트 디즈니 픽처스             | $62,000,000                           | |
| 1992 | 《배트맨 리턴즈》                                           | DC 코믹스            | 팀 버튼                          | 워너 브라더스                  | $266,822,354                          | 《배트맨》(1989)의 속편.                                                                            |
| 1993 | 《Teenage Mutant Ninja Turtles 2I》                         | 미라지 스튜디오      | 스튜어트 길러드                  | 뉴 라인 시네마                 | $42,273,609                           | 《닌자 거북이 2: 녹색 액체의 비밀》(1991)의 속편.                                                   |
| 1993 | 《The Meteor Man》                                          | 오리지널             | 로버트 타운젠드                  | MGM                            | $8,023,147                            | |
| 1994 | 《The Fantastic Four》                                      | 마블 코믹스          | Oley Sassone                     | Constant영화                   | Unreleased                            | |
| 1994 | 《Guyver: Dark Hero》                                       | 촹이                 | 스티브 왕                        | 뉴 라인 시네마                 | 비디오 영화                           | Sequel to 1991's The Guyver.                                                                        |
| 1994 | 《크로우》                                                  | 캘리버 코믹스        | 알렉스 프로야스                  | 미라맥스                       | $144,693,129                          | |
| 1994 | 《The Shadow》                                              | 스트리트 앤드 스미스 | 러셀 멀케이                      | 유니버설 스튜디오              | $48,063,435                           | |
| 1994 | 《마스크》                                                  | 다크 호스 코믹스     | 척 러셀                          | 뉴 라인 시네마                 | $351,583,407                          | |
| 1994 | 《블랭크맨》                                                | 오리지널             | 마이크 바인더                    | 컬럼비아 픽처스                | $7,941,977                            | |
| 1995 | 《탱크 걸》                                                 | 다크 호스 코믹스     | Rachel Talalay                   | 유나이티드 아티스츠            | $4,064,495                            | |
| 1995 | 《다크맨 2》                                                | 오리지널             | 브래드퍼드 메이                  | 유니버설 스튜디오              | 비디오 영화                           | 《다크맨》(1990)의 속편.                                                                            |
| 1995 | 《배트맨 포에버》                                           | DC 코믹스            | 조엘 슈마허                      | 워너 브라더스                  | $336,529,844                          | 《배트맨 리턴즈》(1992)의 속편.                                                                     |
| 1995 | 《저지 드레드》                                             | Time Inc. UK         | 대니 캐넌                        | 할리우드 픽처스                | $113,493,481                          | |
| 1995 | 《Mighty Morphin Power Rangers: The Movie》                 | 오리지널             | 브라이언 스파이서                | 20세기 폭스                    | $66,433,194                           | Based on the 《Mighty Morphin Power Rangers》 TV series. Characters created by Saban Entertainment. |
| 1995 | 《Black Scorpion》                                          | 오리지널             | Jonathan Winfrey                 | 쇼타임                         | 텔레비전 영화                         | |
| 1996 | 《바브 와이어》                                             | 다크 호스 코믹스     | 데이비드 호건                    | Gramercy Pictures              | $3,794,000                            | |
| 1996 | 《팬텀》                                                    | Various              | Simon Wincer                     | 파라마운트 픽처스              | $17,323,326                           | |
| 1996 | 《다크맨 3》                                                | 오리지널             | 브래드퍼드 메이                  | 유니버설 스튜디오              | 비디오 영화                           | 《다크맨 2》(1995)의 속편.                                                                          |
| 1996 | 《크로우: 천사들의 도시》                                   | 캘리버 코믹스        | 팀 포프                          | 미라맥스                       | $17,917,287                           | 《크로우》(1994)의 속편.                                                                            |
| 1997 | 《Turbo: A Power Rangers Movie》                            | 오리지널             | Shuki Levy, 데이비드 위닝        | 20세기 폭스                    | $8,363,899                            | Based on the 《Power Rangers Turbo》 TV series. Characters created by Saban Entertainment.          |
| 1997 | 《Black Scorpion 2: Aftershock》                            | 오리지널             | Jonathan Winfrey                 | 쇼타임                         | 텔레비전 영화                         | Sequel to 1995's Black Scorpion.                                                                    |
| 1997 | 《배트맨과 로빈》                                           | DC 코믹스            | 조엘 슈마허                      | 워너 브라더스                  | $238,207,122                          | 《배트맨 포에버》(1995)의 속편.                                                                     |
| 1997 | 《Casper: A Spirited Beginning》                            | 하비 코믹스          | 숀 맥나마라                      | 20세기 폭스                    | 비디오 영화                           | Prequel/spin-off of 1995's Casper.                                                                  |
| 1997 | 《스폰》                                                    | 이미지 코믹스        | Mark A.Z. Dippé                  | 뉴 라인 시네마                 | $87,840,042                           | |
| 1997 | 《스틸》                                                    | DC 코믹스            | 케네스 존슨                      | 워너 브라더스                  | $1,710,972                            | |
| 1998 | 《스타 키드》                                               | 오리지널             | 매니 코토                        | 트라이마크 픽처스              | $7,029,025                            | |
| 1998 | 《마스크 오브 조로》                                        | 그로셋 앤드 던랩     | 마틴 캠벨                        | 컬럼비아 픽처스                | $250,288,523                          | |
| 1998 | 《Casper Meets Wendy》                                      | 하비 코믹스          | 숀 맥나마라                      | 20세기 폭스                    | 비디오 영화                           | Sequel of 1997's Casper: A Spirited Beginning.                                                      |
| 1998 | 《블레이드》                                                | 마블 코믹스          | 스티븐 노링턴                    | 뉴 라인 시네마                 | $131,183,530                          | |
| 1998 | 《Nick Fury: Agent of S.H.I.E.L.D.》                        | 마블 코믹스          | 론 하디                          | 20세기 폭스 텔레비전           | 텔레비전 영화                         | Pilot for a proposed TV series that was not optioned.                                               |
| 1999 | 《미스터리 맨》                                             | 다크 호스 코믹스     | Kinka Usher                      | 유니버설 스튜디오              | $33,461,011                           | |
| 2000 | 《크로우: 구원의 손길》                                     | 캘리버 코믹스        | Bharat Nalluri                   | 디멘션 필름스                  | 비디오 영화                           | 《크로우: 천사들의 도시》(1996)의 속편.                                                             |
| 2000 | 《엑스맨》                                                  | 마블 코믹스          | 브라이언 싱어                    | 20세기 폭스                    | $296,339,527                          | |
| 2000 | 《The Specials》                                            | 오리지널             | Craig Mazin                      | 히어 미디어                    | $13,276                               | |
| 2000 | 《Citizen Toxie: The Toxic Avenger IV》                     | 오리지널             | 로이드 코프먼                    | 트로마 엔터테인먼트            |                                       | Sequel to 1989's The Toxic Avenger Part 2I: The Last Temptation of Toxie.                           |
| 2000 | 《언브레이커블》                                            | 오리지널             | M. 나이트 샤말란                 | 터치스톤 픽처스                | $248,118,121                          | |
| 2002 | 《블레이드 2》                                              | 마블 코믹스          | 기예르모 델 토로                 | 뉴 라인 시네마                 | $155,010,032                          | 《블레이드》(1998)의 속편.                                                                          |
| 2002 | 《스파이더맨》                                              | 마블 코믹스          | 샘 레이미                        | 컬럼비아 픽처스                | $821,708,551                          | |
| 2003 | 《데어데블》                                                | 마블 코믹스          | 마크 스티븐 존슨                 | 20세기 폭스                    | $179,179,718                          | |
| 2003 | 《엑스맨 2》                                                | 마블 코믹스          | 브라이언 싱어                    | 20세기 폭스                    | $407,711,549                          | 《엑스맨》(2000)의 속편.                                                                            |
| 2003 | 《헐크》                                                    | 마블 코믹스          | 리안                             | 유니버설 스튜디오              | $245,360,480                          | |
| 2003 | 《젠틀맨 리그》                                             | DC 코믹스/와일드스톰 | 스티븐 노링턴                    | 20세기 폭스                    | $179,265,204                          | |
| 2004 | 《헬보이》                                                  | 다크 호스 코믹스     | 기예르모 델 토로                 | 컬럼비아 픽처스                | $99,318,987                           | |
| 2004 | 《퍼니셔》                                                  | 마블 코믹스          | 조너선 헨즐리                    | 라이언스게이트                 | $54,700,105                           | 퍼니셔 영화 시리즈의 리부트 작품.                                                                   |
| 2004 | 《스파이더맨 2》                                            | 마블 코믹스          | 샘 레이미                        | 컬럼비아 픽처스                | $783,766,341                          | 《스파이더맨》(2002)의 속편.                                                                        |
| 2004 | 《캣우먼》                                                  | DC 코믹스            | 피토프                           | 워너 브라더스                  | $82,102,379                           | |
| 2004 | 《블레이드 3》                                              | 마블 코믹스          | 데이비드 S. 고이어               | 뉴 라인 시네마                 | $128,905,366                          | 《블레이드 2》(2002)의 속편.                                                                        |
| 2005 | 《엘렉트라》                                                | 마블 코믹스          | 롭 보먼                          | 20세기 폭스                    | $56,681,566                           | 《데어데블》(2003)의 스핀오프 작품.                                                                 |
| 2005 | 《콘스탄틴》                                                | DC 코믹스/버티고     | 프랜시스 로런스                  | 워너 브라더스                  | $230,884,728                          | |
| 2005 | 《마스크 2》                                                | 다크 호스 코믹스     | Lawrence Guterman                | 뉴 라인 시네마                 | $57,552,641                           | 《마스크》(1994)의 속편.                                                                            |
| 2005 | 《맨-씽》                                                   | 마블 코믹스          | 브렛 레너드                      | 시네맥스                       | rowspan="2"비디오 영화                | |
| 2005 | 《크로우: 죽은 천사의 시》                                  | 캘리버 코믹스        | Lance Mungia                     | 디멘션 필름스                  | 《크로우: 구원의 손길》(2000)의 속편. | |
| 2005 | 《샤크보이와 라바걸의 모험 3-D》                            | 오리지널             | 로버트 로드리게스                | 디멘션 필름스, 컬럼비아 픽처스 | $69,425,967                           | |
| 2005 | 《배트맨 비긴즈》                                           | DC 코믹스            | 크리스토퍼 놀런                  | 워너 브라더스                  | $374,218,673                          | 배트맨 영화 시리즈의 리부트 작품.                                                                   |
| 2005 | 《판타스틱 4》                                              | 마블 코믹스          | 팀 스토리                        | 20세기 폭스                    | $330,579,719                          | |
| 2005 | 《스카이 하이》                                             | 오리지널             | 마이크 미첼                      | 월트 디즈니 픽처스             | $86,369,815                           | |
| 2005 | 《레전드 오브 조로》                                        | 그로셋 앤드 던랩     | 마틴 캠벨                        | 컬럼비아 픽처스                | $142,400,065                          | 《마스크 오브 조로》(1998)의 속편.                                                                  |
| 2006 | 《브이 포 벤데타》                                          | DC 코믹스/버티고     | 제임스 맥테이그                  | 워너 브라더스                  | $132,511,035                          | |
| 2006 | 《엑스맨: 최후의 전쟁》                                     | 마블 코믹스          | 브렛 래트너                      | 20세기 폭스                    | $459,359,555                          | 《엑스맨 2》(2003)의 속편.                                                                          |
| 2006 | 《슈퍼맨 리턴즈》                                           | DC 코믹스            | 브라이언 싱어                    | 워너 브라더스                  | $391,081,192                          | 《슈퍼맨 2》(1980)의 대체 속편.                                                                     |
| 2006 | 《라이트스피드》                                            | 오리지널             | 돈 E. 폰틀러로이                 | Nu Image                       | 비디오 영화                           | Created by 스탠 리.                                                                                 |
| 2006 | 《겁나는 여친의 완벽한 비밀》                               | 오리지널             | 아이번 라이트먼                  | 20세기 폭스                    | $60,984,606                           | |
| 2006 | 《스페셜》                                                  | 오리지널             | Hal Haberman and Jeremy Passmore | Magnolia Pictures              |                                       | 2006 USA limited release.                                                                           |
| 2006 | 《줌》                                                      | 오리지널             | 피터 휴잇                        | 소니 픽처스 엔터테인먼트       | $12,506,188                           | |

## 같이 보기
- 머시니마